# Легион 15 сентября
Легион 15 сентября (исп. Legión Quince de Septiembre) — никарагуанская организация антисандинистской вооружённой оппозиции. Исторически первая структура движения Контрас. Создан бывшими национальными гвардейцами во главе с подполковником Энрике Бермудесом. Стоял на крайне правых антикоммунистических позициях. Играл видную роль на первом этапе никарагуанской гражданской войны. В 1981—1982 присоединился к движению Никарагуанские демократические силы.

## Антисандинистское подполье
Режим Сомосы к 1979 был крайне непопулярен, почти все политические силы Никарагуа поддержали Сандинистскую революцию. Это относилось и к большинству будущих противников СФНО, включая многих лидеров Контрас.
В то же время сопротивление сандинистскому режиму началось сразу же после его установления. Первыми его участниками закономерно стали ушедшие в подполье национальные гвардейцы. Уже 22 июля 1979 — через три дня после вступления сандинистов в Манагуа, первую антисандинистскую группировку создал офицер Национальной гвардии Рикардо Лау Кастильо (он же Чино Лау). 31 декабря 1979 Чино Лау, Энрике Бермудес, Хуан Гомес учредили в Гватемале Легион 15 сентября — организацию бывших гвардейцев, решивших вести вооружённую борьбу против СФНО. Из видных политиков к Легиону примкнул Аристидес Санчес. Название было дано по дате национального праздника Никарагуа — Дня независимости.
Идеологической мотивацией Легиона являлся крайний антикоммунизм. Бермудес и его соратники считали, что сандинистский режим, несмотря на демократические декларации, изначально ориентирован на СССР и Кубу и примется насаждать в Никарагуа марксистско-ленинские порядки. Эти прогнозы в немалой степени оправдывались по мере укрепления власти СФНО.

## Организационная поддержка
Помощь в организации Легиона оказала гватемальская ультраправая партия Движение национального освобождения — её лидер Марио Сандоваль Аларкон, видный деятель ВАКЛ, формировал в Центральной Америке сеть антикоммунистических боевых организаций. Под влиянием своего менеджера Эдуардо Романа финансировать Легион согласился известный никарагуанский боксёр Алексис Аргуэльо, симпатизировавший движению контрас. Определённая помощь поступила от аргентинской хунты генерала Виделы. Кроме того, по некоторым сведениям, «легионеры» осуществили в Гватемале и Сальвадоре несколько криминальных операций. Полученные средства позволили закупить оснащение и организовать коротковолновую радиостанцию Radio Quince.
Была быстро установлена связь с Франсиско Уркуйо (преемник Сомосы, исполнявший обязанности президента в течение двух июльских дней 1979), антисандинистскими эмигрантскими группировками в Гондурасе, Коста-Рике и США, гватемальскими бизнес- и политическими кругами.

## Присоединение к FDN
Численность Легиона 15 сентября составляла немногим более полусотни человек. Первоначально акции в Никарагуа носили спорадический и маломасштабный характер. Но 11 августа 1981 года в Майами были учреждены Никарагуанские демократические силы (FDN). Аристидес Санчес стал политическим стратегом FDN, Энрике Бермудес (Команданте 3-80) — ведущим военным командиром контрас. Radio Quince было задействовано как агитационный рупор.
Опытные боевики Легиона включились в боевые силы FDN. Известными командирами контрас стали, в частности, Рафаэль Ариас (Команданте Аттила), Луис Морено (Команданте Мике Лима), Ноэль Кастильо (Команданте Трампас), Роберто Амадор (известный военный лётчик). В период гражданской войны представители Легиона 15 сентября придерживались наиболее жёстких антисандинистских позиций. Энрике Бермудес выступал против мирных переговоров с СФНО в 1988.

## После войны
Легион 15 сентября не развился в политическую организацию послевоенной Никарагуа. Его активисты не приняли условий урегулирования. Аристидес Санчес организовывал активистов Реконтрас уже после отстранения СФНО от власти в 1990, участвовал в протестных выступлениях против новых властей, скончался в 1993. Энрике Бермудес был убит при невыясненных обстоятельствах в 1991.
Ветераны Легиона 15 сентября сохраняют связи между собой, проводят юбилейные собрания. Среди участников таких собраний заметны Родольфо Мохика, Рафаэль Ариас, Хосе Антонио Ломбильо, Луис Морено, Ноэль Кастильо, Роберто Амадор, Даниэль Гусман, Эшман Руис. Они убеждены, что действия Легиона были частью глобальной антикоммунистической борьбы и способствовали демократическим переменам в Никарагуа.